# Spirembolus montivagus
Espèce
Spirembolus montivagus est une espèce d'araignées aranéomorphes de la famille des Linyphiidae.

## Distribution
Cette espèce est endémique du Colorado aux États-Unis,. Elle se rencontre dans le comté de Gunnison vers 3 660 m d'altitude dans les monts Elk.

## Description
Le mâle holotype mesure 1,8 mm et la femelle de 1,9 à 2,0 mm.

## Publication originale
- Millidge, 1980 : The erigonine spiders of North America. Part 2. The genus Spirembolus Chamberlin (Araneae: Linyphiidae). Journal of Arachnology, vol. 8, no 2, p. 109-158 (texte intégral).